# Paradox (fanzin)
Paradox  este un fanzin al cenaclului „H. G. Wells” din Timișoara. A apărut inițial sub egida Casei de Cultură a Studenților din Timișoara. Primul număr a apărut în noiembrie 1972 sub îngrijirea lui Marcel Luca și Cornel Secu, coperta și desenele fiind realizate de Sandu Florea.

## Istoric
Primul fanzin românesc a fost Solaris, editat de cenaclul SF omonim. Primul număr a apărut în iunie 1972.
Paradox este al doilea fanzin românesc.
Seria I Paradox a apărut în perioada noiembrie 1972 (numărul 1) - 1989 (nr. 14). A apărut sub egida Casei de Cultură a Studenților din Timișoara. 
Seria a II-a a apărut în perioada 1990 (nr. 15) - 1999 (nr. 21). A fost editată de către Întreprinderea Mică "Paradox", înființată în anul 1990 și devenită ulterior Societatea Comercială "Paradox" SRL.
Seria a III-a a apărut în perioada 2004 (nr. 1E) - 2005 (nr. 4E) doar în format electronic.
Seria a IV-a a apărut în perioada 2013 (nr. 23) - 2017 (nr. 28). Numărul 23 a marcat 40 de ani de la apariția primului fanzin Paradox.

## Cuprins
Primul număr conține:
- *** Colectiv - Cuvânt înainte (eseu)
- Ovidiu Șurianu - Entuziaștii (eseu)
- Sandu Florea - Interferențe (povestire)
- Marcel Luca - Planeta fără pterodactili  (povestire) și Patru pastile S.F.: 1. Evadare, 2. Mesajul, 3. Consecințe, 4. Paralele (povestiri scurte)
- Constantin Basarab - Miniaturi (poezie scurtă)
- Doru Treta - Graficul (povestire)
- Traian Ciuguianu - Floarea soarelui (povestire)
- Gabriel Manolescu - Extras dintr-un ziar acum 100 de ani (povestire)
- Radar - Orbita ceanacului Henri Coandă din Craiova (de Constantin Vintilescu); Despre literatura SF (de Lucian Ionică), Nevoia de anticipare (Lucian Bureriu), Călătorie în mister (Ion Velican)  (eseuri)
- Recenzie de Marcel Luca a lucrării Întîlnire cu Hebe de Ovidiu Șurianu
- Șantier S.F.: despre activitatea în domeniul științifico-fantastic a colaboratorilor Sandu Florea, Mircea Șerbănescu, Laurențiu Cerneț, Marcel Luca și Lucian Ionică

Al doilea număr a apărut în martie 1974 și conține:
- ***  Argument pentru numărul 2 (eseu)
- Cuvînt pentru unii și alții,  poezie de Manoliță D. Filimonescu
- Întîmplare cu Agatha de Mircea Pop
- Tot răul e spre bine de Marcel Luca
- Reportaj despre un O.Z.N. de Marcel Luca
- Ultimul cuvînt de Marcel Luca
- Mai avem și lipsuri de Ivan Rosenbaum
- Vreau să respir aerul pămîntului de Ivan Rosenbaum
- Inventatorul de Radu Honga
- Opinii despre literatura S.F. eseu de Viorel Marineasa
- Banda desenată de science-fiction eseu de Marcel Luca
- Blocnotes eseu de Viorel Marineasa
- Radar (Misteriosul recipient sferic al domnului D.) eseu de Cornel Secu
- ***  Șantier S.F. (nonfiction)

## Legături externe
- Site-ul oficial